# Pristimantis amydrotus
Pristimantis amydrotus Duellman & Lehr, 2007 è una rana della famiglia Strabomantidae.